# Itarema Esporte Clube
O Itarema Esporte Clube é um clube brasileiro de futebol da cidade de Itarema no estado do Ceará.
O clube, em 2013, disputou a Série C do Campeonato Cearense pela primeira vez.
O Itarema Esporte clube Começou sua caminhada como time profissional no ano de 2013 fez uma boa campanha ficando em 4° lugar, mas não conquistou o acesso à segunda divisão do campeonato cearense. 